# Калласте, Тоомас
Тоомас Калласте (эст. Toomas Kallaste; 27 января 1971, Таллин) — советский и эстонский футболист, защитник. Выступал за национальную сборную Эстонии.

## Биография

### Клубная карьера
Воспитанник СК Октябрьского района Таллина и таллинской футбольной секции «Лывид-Флора», тренеры — Олев Рейм, Роман Убакиви. В 1987 году начал выступать за взрослую команду «Флоры» в первенстве Эстонской ССР. В 1989 году играл во второй лиге СССР в составе таллинского «Спорта». В 1990—1991 годах выступал во втором дивизионе Швеции за клуб «Гуннильсе» из Гётеборга.
С 1991 года снова выступал за «Флору», в 1992 году в её составе дебютировал в чемпионате Эстонии. Стал неоднократным чемпионом и призёром чемпионата страны.
В 1997—2000 годах выступал в Финляндии за «Яро» и «КТП» (Котка), в составе последнего стал финалистом Кубка Финляндии 2000 года. В 2001—2002 годах играл в третьем дивизионе Швеции за «Буден».
В 2003 году вернулся на родину, в составе «ТФМК» стал двукратным серебряным призёром чемпионата страны. Затем играл за «Нымме Калью» в третьем и втором дивизионах. В 2007 году завершил профессиональную карьеру.

### Карьера в сборной
Дебютировал в национальной сборной Эстонии 3 июня 1992 года, в первом официальном матче после восстановления независимости, против команды Словении. В 1992—1996 годах был основным игроком команды, затем несколько лет не вызывался в сборную. После длительного перерыва сыграл свой последний матч за национальную команду 3 июля 2003 года против сборной Литвы.
Всего за сборную Эстонии сыграл 42 матча, голов не забивал. В одной игре, 26 октября 1994 года против Финляндии, был капитаном команды.

## Достижения
- Чемпион Эстонии (2): 1993/94, 1994/95
- Серебряный призёр чемпионата Эстонии (4): 1992/93, 1996/97, 2003, 2004
- Бронзовый призёр чемпионата Эстонии (1): 1995/96
- Обладатель Кубка Эстонии (2): 1995, 2003
- Финалист Кубка Финляндии (1): 2000